# بيت يوناتان
بيت يوناتان هو مبنى سكني مملوك لمنظمة عطيرت كوهنيم ويقع في حي سلوان خارج البلدة القديمة في القدس. كان المبنى موضوعًا لعدد من القضايا والنقاشات بين اليهود والعرب في إسرائيل.

## الوصف
يقع بيت يوناتان في منطقة سلوان في القدس وهو عبارة عن مبنى سكني يتألف من 7 طوابق، يُغطي العلم الإسرائيلي 6 طوابق منها على أحد جوانب المبنى.

## لمحة تاريخية
سُمي بيت يوناتان على اسم جوناثان بولارد، وهو محلل سابق في المخابرات الأمريكية أدين بالتجسس لصالح إسرائيل وكان مسجونًا سابقًا في الولايات المتحدة الأمريكية.
بُني بيت يوناتان بدون تصاريح في عام 2002، وافتتح في عام 2004. كانت منظمة عطيرت كوهانيم، قد أنشأت المبنى من خلال وسيط، كما قامت بشراء مبنى آخر بداعي استخدامهما كمباني سكنية للمسلمين، ولكن قبل الافتتاح مباشرة كشفت أنها كانت مباني سكنية لليهود. وفي الصباح الباكر من يوم 1 نيسان (أبريل) من عام 2004، انتقلت 11 عائلة يهودية إلى بيت يوناتان بمساعدة الأمن الإسرائيلي.
كانت منظمة عطيرت كوهانيم المالكة للمبنى قد أخذت على عاتقها مهمة نقل العائلات اليهودية للعيش في المناطق الواقعة حول القدس الشرقية، وخاصة تلك التي كانت موجودة سابقًا في مدينة داود، ومن بينها منطقة سلوان.
وفرت الحكومة الإسرائيلية الأمن للمبنى على الرغم من إخطار السكان بضرورة إخلاء المبنى وعدم انصياعهم لأمر الإخلاء. ونظرًا للمخاوف الأمنية، استخدم الطابق الأول من المبنى كمكتب أمن، بينما يحتل ملعب للأطفال سطح المبنى.

## الوضع القانوني
في كانون الثاني (يناير) من عام 2010 قام وزير الداخلية الإسرائيلي إيلي يشاي بتفويض لجنة تخطيط المنطقة لإضفاء الشرعية على الملكية اليهودية لمبنى بيت يوناتان. ومن أجل تلبية مطالبهم، وافق سكان المبنى على نقل طابقين بنيا دون تصاريح قانونية إلى أسفل المبنى. صرح رئيس بلدية القدس نير بركات بأنه سيؤيد أمر المحكمة بإخلاء بيت يوناتان وإغلاقه، إلا أن هذا لم يتحقق أبدًا. وفي أيار (مايو) عام 2010، رفضت المحكمة المركزية في القدس استئنافًا للسماح لسكان المبنى بالبقاء.
استأنف سكان بيت يوناتان مرة أخرى على أمر الإخلاء أمام المحكمة في تموز (يوليو) من عام 2010 قائلين إن لديهم أدلة جديدة يمكن أن تغير قرار المحكمة. وافقت منظمة عطيرت كوهنيم في كانون الأول (ديسمبر) من عام 2010 على إسقاط قضيتهم بشأن إقامة العرب في الكنيس اليمني القديم أوهيل شلومو من أجل السماح لسكان بيت يوناتان بالبقاء في المبنى. تضمن إشعار إخلاء بيت يوناتان إخلاء هؤلاء السكان، و 200 مبنى عربي غير قانوني في منطقة سلوان. وفي كانون الثاني (يناير) من عام 2011، أمر المدعي العام الإسرائيلي يهودا وينشتاين بإخلاء بيت يوناتان وإغلاقه بأمر من المحكمة على الرغم من مقاومة رئيس بلدية القدس لتنفيذ الأمر. وفي 13 آب (أغسطس) من عام 2014، عقد الكنيست اجتماعا لمناقشة أمن سكان بيت يوناتان.

## النزاع
في آذار (مارس) عام 2011 ألقيت زجاجة حارقة باتجاه بيت يوناتان، ورد سكان المبنى بإطلاق النار. وفي أيار (مايو) من عام 2011 وفي حزيران (يونيو) من عام 2012 أُلقيت قنابل المولوتوف مرة أخرى على بيت يوناتان، ولم تتسبب في وقوع أضرار أو إصابات. وفي 16 أيلول (سبتمبر) عام 2014 اعتقلت الشرطة الإسرائيلية ثلاثة أشخاص بتهمة إلقاء الحجارة على مبنى بيت يوناتان.